# 房寰
房寰（1540年—？），字中伯，號心宇，浙江湖州府德清縣人，民籍，明朝政治人物。

## 生平
初姓姚。隆慶元年（1567年）丁卯科浙江鄉試第三十三名，隆慶二年（1568年）联捷戊辰科會試第249名進士。隆慶三年（1569年），任南直隸歙縣知縣。調任福建漳浦县知县。萬曆五年闰八月选授山東道試監察御史，六年十月奉命巡督河東鹽課，九年四月巡按山西。改河南道御史，十二年五月提督南直隸學政，出为江西按察司副使，十六年九月因与给事中张鼎思互行攻讦，俱降二級聽調。
因對士子的考卷太苛刻，被人作《倭房公賦》（消遣房寰身材矮小，改編自杜牧《阿房宮賦》）以譏之。由於給事中鍾宇淳的慫恿，房寰多次彈劾海瑞，攻击海瑞：“莅官无一善状，唯务诈诞以夸人，一言一动无不为士论所嗤笑。妄引剥皮实草之刑，启皇上好杀之心。”“以圣人自许，奚落孔孟，蔑视天子。”谈迁说：“时人大为瑞不平，房寰今传三世而绝。”王錫爵很看不起房寰的品行，包括他的文筆。

## 家族
曾祖父房俊；祖父房惠；父房質。嫡母王氏；生母劉氏。具庆下。弟房宣、房寅、房寔。

### 書目
- 《万历野获编》
- 《海瑞集》附录《徐常吉劾房寰疏》

| 官衔          | 官衔                        | 官衔          |
| ------------- | --------------------------- | ------------- |
| 前任： 林元立 | 明朝歙縣知縣 1569年－1572年 | 繼任： 姚學閔 |